# Empire Awards per il miglior sci-fi/fantasy
Gli Empire Awards per il miglior sci-fi/fantasy sono un riconoscimento cinematografico inglese, votato dai lettori della rivista Empire e consegnato annualmente sin dal 2006.

## Vincitori e candidati
I vincitori sono indicati in grassetto.

### 2000
- 2006
  - Star Wars: Episodio III - La vendetta dei Sith (Star Wars: Episode III - Revenge of the Sith), regia di George Lucas
  - Le cronache di Narnia - Il leone, la strega e l'armadio (The Chronicles of Narnia: the Lion, the Witch & the Wardrobe), regia di Andrew Adamson
  - Harry Potter e il calice di fuoco (Harry Potter and the Goblet of Fire), regia di Mike Newell
  - King Kong, regia di Peter Jackson
  - Serenity, regia di Joss Whedon
- 2007
  - Il labirinto del fauno (El laberinto del fauno), regia di Guillermo del Toro
  - I figli degli uomini (Children of Men), regia di Alfonso Cuarón
  - Pirati dei Caraibi - La maledizione del forziere fantasma (Pirates of the Caribbean: Dead Man Chest), regia di Gore Verbinski
  - Superman Returns, regia di Bryan Singer
  - X-Men - Conflitto finale ( X-Men: The Last Stand), regia di Brett Ratner
- 2008
  - Stardust, regia di Matthew Vaughn
  - 300, regia di Zack Snyder
  - Harry Potter e l'Ordine della Fenice (Harry Potter and the Order of the Phoenix), regia di David Yates
  - Sunshine, regia di Danny Boyle
  - Transformers, regia di Michael Bay
- 2009 - In quest'edizione la categoria miglior sci-fi/fantasy fu rinominana miglior sci-fi/superhero.
  - Wanted - Scegli il tuo destino (Wanted), regia diTimur Bekmambetov
  - Hellboy: The Golden Army (Hellboy II: The Golden Army) , regia di Guillermo del Toro
  - Iron Man, regia di Jon Favreau
  - Il cavaliere oscuro (The Dark Knight), regia di Christopher Nolan
  - WALL•E, regia di Andrew Stanton

### 2010
- 2010
  - Star Trek, regia di J. J. Abrams
  - Avatar, regia di James Cameron
  - District 9, regia di Neill Blomkamp
  - Parnassus - L'uomo che voleva ingannare il diavolo (The Imaginarium of Doctor Parnassus), regia di Terry Gilliam
  - Moon, regia di Duncan Jones
- 2011
  - Harry Potter e i Doni della Morte - Parte 1 '(Harry Potter and the Deathly Hallows - Part 1), regia di David Yates
  - Inception, regia di Christopher Nolan
  - Scott Pilgrim vs. the World, regia di Edgar Wright
  - Kick-Ass, regia di Matthew Vaughn
  - Alice in Wonderland, regia di Tim Burton
- 2012
  - Thor, regia di Kenneth Branagh
  - Captain America - Il primo Vendicatore (Captain America: The First Avenger), regia di Joe Johnston
  - L'alba del pianeta delle scimmie (Rise of the Planet of the Apes), regia di Rupert Wyatt
  - Super 8, regia di J. J. Abrams
  - X-Men - L'inizio (X-Men: First Class), regia di Matthew Vaughn
- 2013
  - Lo Hobbit - Un viaggio inaspettato  (The Hobbit: An Unexpected Journey), regia di Peter Jackson
  - Looper, regia di Rian Johnson
  - The Avengers, regia di Joss Whedon
  - Prometheus, regia di Ridley Scott
  - Dredd - Il giudice dell'apocalisse (Dredd), regia di Pete Travis
- 2014
  - Lo Hobbit - La desolazione di Smaug (The Hobbit: The Desolation of Smaug) , regia di Peter Jackson
  - Gravity, regia di Alfonso Cuarón
  - Hunger Games: La ragazza di fuoco (The Hunger Games: Catching Fire), regia di Francis Lawrence
  - Pacific Rim, regia di Guillermo del Toro
  - Into Darkness - Star Trek (Star Trek Into Darkness), regia di J. J. Abrams
- 2015 [1]
  - X-Men - Giorni di un futuro passato (X-Men: Days of Future Past), regia di Bryan Singer
  - Apes Revolution - Il pianeta delle scimmie (Dawn of the Planet of the Apes), regia di Matt Reeves
  - Guardiani della Galassia (Guardians of the Galaxy), regia di James Gunn
  - Interstellar, regia di Christopher Nolan
  - Lo Hobbit - La battaglia delle cinque armate (The Hobbit: The Battle of the Five Armies), regia di Peter Jackson
- 2016[2]
  - Star Wars - Il risveglio della Forza (Star Wars: The Force Awakens), regia di J. J. Abrams
  - Hunger Games: Il canto della rivolta - Parte 2 (The Hunger Games: Mockingjay - Part 2), regia di Francis Lawrence
  - Jurassic World, regia di Colin Trevorrow
  - Mad Max: Fury Road, regia di George Miller
  - Sopravvissuto - The Martian (The Martian), regia di Ridley Scott
- 2017[3]
  - Sette minuti dopo la mezzanotte (A Monster Calls), regia di Juan Antonio Bayona
  - Arrival, regia di Denis Villeneuve
  - Doctor Strange, regia di Scott Derrickson
  - Rogue One: A Star Wars Story, regia di Gareth Edwards
  - 10 Cloverfield Lane, regia di Dan Trachtenberg
- 2018[4]
  - Wonder Woman, regia di Patty Jenkins
  - Blade Runner 2049, regia di Denis Villeneuve
  - Logan: The Wolverine (Logan), regia di James Mangold
  - Star Wars - Gli ultimi Jedi (Star Wars: The Last Jedi), regia di Rian Johnson
  - Thor: Ragnarok, regia di Taika Waititi